# Multiverso (Marvel Comics)
Dentro da Marvel Comics, a maioria das histórias ocorre dentro do universo fictício da Marvel, que por sua vez faz parte de uma realidade alternativa. Começando com as edições em quadrinhos de Capitão Britânia, a principal realidade na qual a maioria das histórias da Marvel acontecem foi designada Terra-616, e o Multiverso foi estabelecido como sendo protegido por Merlyn. Cada universo tem um Capitão Britânia designado para proteger sua versão das Ilhas Britânicas. Esses protetores são conhecidos coletivamente como Tropa dos Capitães Britânia. Esta notação numérica foi continuada na série Excalibur e outros títulos. Cada universo do Multiverso da Marvel também parece ser defendido por um Mago Supremo em quase todos os momentos, nomeado pela trindade mística de Vishanti para defender o mundo contra ameaças da natureza, usando magia e portando o Olho de Agamotto.
Mais tarde, muitos escritores utilizariam e remodelariam o Multiverso em títulos como Exilados, X-Men e Ultimate Quarteto Fantástico. Novos universos também sairiam de histórias envolvendo personagens que viajavam no tempo, como Rachel Summers, Cable e Bishop, à medida que suas ações tornavam seus tempos de origem em cronologias alternativas.
O Multiverso também desempenha um papel no Universo Cinematográfico Marvel, também conhecido como Terra-199999 no multiverso dos quadrinhos. Foi apresentado em Doctor Strange (2016), construído em Avengers: Endgame (2019), referenciado em Spider-Man: Far From Home (2019), e posteriormente desenvolvido em Loki (2021), What If...? (2021), Spider-Man: No Way Home (2021), Doctor Strange in the Multiverse of Madness (2022) e Ant-Man and the Wasp: Quantumania (2023).

## Realidades conhecidas

### Lista de Terras e Universos Alternativos
Abaixo temos todas as Terras catalogadas no Multiverso Marvel.
TRN = Abreviação de "Temporary Reality Number" (em português, "número de realidade temporário").
| Nome         | Primeira aparição                                                                     | Notas |
| ------------ | ------------------------------------------------------------------------------------- | --- |
| Terra-616    | Motion Picture Funnies Weekly #1 (1939)                                               | - A principal ambientação do Universo Marvel. Essa é a realidade original dos heróis e vilões e a continuidade principal do Multiverso. Todas as comparações dos outros universos são feitas com base na Terra-616. - Foi numerada pela primeira vez em The Daredevils. - O filme Homem-Aranha: No Aranhaverso mostrou uma versão alternativa da Terra-616 junto com variantes de Peter Parker/Homem-Aranha e Mary Jane Watson. - Em Homem-Aranha: Longe de Casa, Quentin Beck/Mysterio diz que veio de outra realidade e também diz que a Terra do Universo Cinematográfico Marvel era a Terra-616, o que depois foi revelado como uma mentira. - Em Doutor Estranho no Multiverso da Loucura, a Christine Palmer da Terra-838 diz que a Terra de onde Stephen Strange/Doutor Estranho do UCM veio era a Terra-616. |
| Terra-1610   | Ultimate Spider-Man #1 (2000)                                                         | - O universo "Ultimate" da Marvel, que é uma reinvenção do universo principal da Marvel, com contra-partes dos heróis e vilões da Terra-616. - É onde vive Miles Morales, o Homem-Aranha deste universo. - Nessa realidade, os mutantes surgiram devido a resultados de modificações genéticas feitas pela Arma X desse universo, que estava tentando reproduzir o soro do super-soldado. |
| Terra-199999 | Homem de Ferro (filme) (2 de Maio de 2008)                                            | - Universo onde se passam os filmes do Universo Cinematográfico Marvel, bem como as séries e especiais produzidos pela Marvel Studios para o Disney+ - Neste universo também se passam as séries da Marvel produzidos em parceria com a Netflix, bem como todos os curta-metragens e a série Agent Carter, produzida pela Marvel Television. - Quentin Beck/Mysterio diz para Peter Parker/Homem-Aranha que esta é a Terra-616, o que mais tarde se revelou como uma mentira. Porém, a Christine Palmer da Terra-838 também diz que esta é a Terra-616. - Variações do Homem-Aranha vindos da Terra-96283 e Terra-120703 foram transportadas junto com seus vilões para este universo devido a um erro em um feitiço do Doutor Estranho. - Eddie Brock/Venom da Terra-TRN688 também foi transportado para esta Terra pelo feitiço de Strange. - Por algum motivo, Adrian Toomes/Abutre dessa realidade foi transportado para a Terra-TRN688 quando Strange usou seu feitiço corretamente. |
| Terra-10005  | X-Men (filme) (14 de Julho de 2000)                                                   | - Realidade da franquia de filmes dos X-Men até os eventos de X-Men: Dias de um Futuro Esquecido. - Também é a realidade onde se passam X-Men Origens: Wolverine e The Wolverine. |
| Terra-92131  | X-Men: The Animated Series (1994)                                                     | - Realidade onde se passa X-Men: The Animated Series, sua continuação X-Men 97, e Spider-Man: The Animated Series. - A versão do Charles Xavier/Professor X da Terra-838 que apareceu em Doutor Estranho no Multiverso da Loucura possui várias semelhanças com o Professor Xavier desta realidade. |
| Terra-31393  | X-Men: The Animated Series (1994)                                                     | - Um futuro alternativo da Terra-92131. - Realidade onde vive o Bishop. - Nesta realidade, os X-Men falharam em impedir o assassinato do Senador Robert Kelly, o que causou uma criação em massa dos Sentinelas e que fez vários Mutantes serem presos em campos de concentração, tudo isso como forma de "proteger a humanidade". - Essa realidade é baseada na Terra-811, realidade onde acontece a saga Dias de um Futuro Esquecido nos quadrinhos. |
| Terra-13393  | X-Men: The Animated Series (1994)                                                     | - Futuro alternativo da Terra-92131. - Realidade onde vivem o Cable e o Apocalypse. - Nesta realidade, a Terra é governada pelo Apocalypse e sua tirania, o que fez Cable voltar ao passado para impedir este futuro de acontecer. |
| Terra-98311  | Spider-Man: The Animated Series (1994)                                                | - Futuro alternativo da Terra-92131. - Universo onde vivem o Aranha-Carnificina e Ben Reilly/Aranha Escarlate. - Este universo já havia sido destruído junto com grande parte do Multiverso pelo Aranha-Carnificina. Quando a destruição estava chegando na Terra-92131, a Madame Teia e o Beyonder voltaram no tempo antes da destruição acontecer, mas por terem seus poderes limitados às suas próprias realidades, eles recrutaram Homens-Aranhas de outras realidades para impedir as ações do Aranha-Carnificina. |
| Terra-838    | Doutor Estranho no Multiverso da Loucura (6 de Maio de 2022)                          | - Universo onde vivem as variantes de Stephen Strange/Doutor Estranho, Christine Palmer, Karl Mordo/Barão Mordo e Thanos da Terra-199999. - Aparentemente, este universo também tinha um Homem de Ferro, que também, provavelmente, era uma variante do Homem de Ferro da Terra-199999. - Também é o universo onde vivem os Illuminatti, equipe composta por Karl Mordo/Barão Mordo, Charles Xavier/Professor X, Reed Richards/Senhor Fantástico, Peggy Carter/Capitã Carter, Blackagar Boltagon/Raio Negro e Maria Rambeau/Capitã Marvel. - O Doutor Estranho deste universo também fazia parte dos Illuminatti, porém devido ao ataque de Thanos, ele utilizou o Livro de Vishanti para derrotar o Titã Louco, o que era uma infração extremamente grave. Strange, de fato, derrotou Thanos com a ajuda do Livro, mas apesar disso, os Illuminati se viram obrigados a executar Strange por violar esta regra. Assim, Strange foi executado pelo Raio Negro.                            |
| Terra-96283  | Homem-Aranha (filme) (3 de Maio de 2002)                                              | - Universo onde se passa a trilogia de filmes do Homem-Aranha (2002-2007), dirigida por Sam Raimi. - O Peter Parker/Homem-Aranha deste universo foi transportado junto com Norman Osborn/Duende Verde, Otto Octavius/Dr. Octopus e Flint Marko/Homem-Areia para a Terra-199999 após um feitiço do Doutor Estranho acidentalmente abrir uma passagem entre universos, mas todos foram devolvidos para sua Terra natal quando Strange utilizou o feitiço corretamente. |
| Terra-120703 | The Amazing Spider-Man (filme) (3 de Julho de 2012)                                   | - Universo onde se passa o filme O Espetacular Homem-Aranha de 2012 e sua sequência The Amazing Spider-Man 2 de 2014, ambos dirigidos por Marc Webb. - O Peter Parker/Homem-Aranha deste universo foi transportado junto com Curt Connors/Lagarto e Max Dillon/Electro para a Terra-199999 após um feitiço do Doutor Estranho acidentalmente abrir uma passagem entre universos, mas todos foram devolvidos para sua Terra natal quando Strange utilizou o feitiço corretamente. |
| Terra-688B   | Venom (filme) (5 de Outubro de 2018)                                                  | - Universo onde se passa o filme de 2018 do Venom, sua sequência Venom: Let There Be Carnage e Morbius (filme). - Também é onde se passam os futuros filmes Kraven the Hunter, Madame Web e El Muerto. - O Eddie Brock/Venom deste universo foi transportado para a Terra-199999 devido a um feitiço do Doutor Estranho ter aberto uma passagem entre os universos, mas ambos foram mandados de volta ao seu universo após Strange usar seu feitiço corretamente. - Por um motivo ainda não explicado, Adrian Toomes/Abutre da Terra-199999 foi enviado para esta Terra após o Doutor Estranho usar um feitiço para fechar as passagens entre os universos. |
| Terra-534834 | Iron Man (1994)                                                                       | - Realidade designada para as séries animadas que faziam parte do bloco The Marvel Action Hour. - Universo onde se passam a série animada do Homem de Ferro de 1994, Fantastic Four (série de televisão) e The Incredible Hulk (1996). |
| Terra-26496  | The Spectacular Spider-Man (2008)                                                     | - Universo onde se passa a série animada O Espetacular Homem-Aranha. - Nesta realidade, Peter Parker é um estudante do Colégio Midtown, junto com seu melhor amigo Harry Osborn e seus interesses amorosos Gwen Stacy e Mary Jane Watson. - Eddie Brock se formou na Universidade do Empire State e trabalha junto com Peter e Gwen no laboratório do doutor Curt Connors. - Ben Parker, o tio de Peter, foi assassinado por Walter Hardy, pai de Felicia Hardy/Gata Negra. - Jackson Brice/Montana é o Shocker desta realidade, diferente das outras, onde esse manto pertence a Herman Schultz. - Aqui, o vilão Magma é Mark Allan, irmão biológico de Liz Allan, diferente das outras continuidades, onde Mark Raxton é o Magma. - O Doutor Otto Octavius/Dr. Octopus também é conhecido como "Mestre Planejador". |
| Terra-904913 | Iron Man: Armored Adventures (2009)                                                   | - Universo da série animada Iron Man: The Armored Adventures, onde Tony Stark se torna o Homem de Ferro ainda adolescente. - Justin Hammer está na faixa dos 20 anos de idade nesta realidade. |
| Terra-12041  | Ultimate Spider-Man (telessérie animada) (2012)                                       | - Universo das séries animadas da Marvel no Disney XD. - Universo das séries animadas Ultimate Spider-Man, Avengers Assemble (temporadas 1 a 4), Guardians of the Galaxy (série animada) (temporadas 1 e 2), Hulk and the Agents of S.M.A.S.H. e Hulk: Where Monster Dwell. - Nesta realidade, Morbius, Rhino e o Abutre ganharam seus poderes graças a uma fórmula criada pelo Doutor Octopus, que era similar à fórmula do Lagarto. |
| Terra-17628  | Marvel's Spider-Man (série animada de 2017)                                           | - Realidade da temporada 3 de Marvel's Guardians of the Galaxy, da temporada 5 de Avengers Assemble e Marvel's Spider-Man (desenho de 2017). - Nesta realidade, Raymond Warren opera como o Chacal e foi ele quem desenvolveu o soro que transformou Aleksei Sytsevich no Rhino (similar ao ocorrido em Ultimate Spider-Man), além de também ter criado as aranhas geneticamente modificadas. - Otto Octavius, Herman Schultz e Clayton Cole são adolescentes neste universo. - Keemia Marko, filha de Flint Marko, se tornou a "Mulher-Areia" após sofrer o mesmo acidente que supostamente matou Flint. Depois desse acidente, ela foi criada pelo vilão Cabeça de Martelo. |
| Terra-8096   | Wolverine e os X-Men (2009)                                                           | - Realidade onde se passam as séries animadas Wolverine e os X-Men, Os Vingadores: Os Super-Heróis mais Poderosos da Terra, Hulk Vs. e Thor: Tales of Asgard. |
| Terra-10022  | Planeta Hulk (2010)                                                                   | - Realidade do filme animado Planeta Hulk. |
| Terra-8107   | Spider-Man (1981 TV series)                                                           | - Universo onde se passam as séries animadas Spider-Man (1981), Spider-Man and His Amazing Friends e The Incredible Hulk (1982 TV series). |
| Terra-634962 | Silver Surfer (TV series) (1998)                                                      | - Realidade da série animada do Surfista Prateado de 1998. |
| Terra-65     | Edge of Spider-Verse #2 (Nov. 2014)                                                   | - Universo onde vivem Gwen Stacy/Mulher-Aranha e Matt Murdock/Rei do Crime. - Nesta realidade, Peter Parker era o melhor amigo de Gwen, até ele injetar em si mesmo a fórmula do doutor Curt Connor para se tornar o Lagarto, e depois foi morto devido aos efeitos colaterais do soro, e a Mulher-Aranha foi publicamente culpada pelo ocorrido. - Samantha Wilson é a "Capitã América" deste universo, e o "Falcão" é o seu clone, que é chamado de "Sam 13". - Uma versão alternativa desta realidade apareceu em Homem-Aranha: No Aranhaverso, junto com variantes de Gwen Stacy/Mulher-Aranha, capitão George Stacy, Peter Parker/Lagarto, as Mary Janes e Matt Murdock/Rei do Crime. |
| Terra-67     | Spider-Man (1967 TV series) (1967)                                                    | - Universo onde se passa a série animada do Homem-Aranha de 1967. - Uma versão alternativa desta realidade apareceu na cena pós-créditos Homem-Aranha: No Aranhaverso. |
| Terra-730784 | The Avengers: United They Stand (1999)                                                | - Realidade onde se passa a série animada dos Vingadores de 1999. |
| Terra-700974 | Fred and Barney Meet the Thing (1979)                                                 | - Universo onde se passa a série animada de 1979 do Coisa. - Esta série fazia parte de um bloco animado que era apresentado junto com o desenho The New Fred and Barney Show, spin-off de The Flinstones. - Apesar do nome do show, o Coisa não se encontrava com Fred e Barney, e vice-versa. Eles apenas apareciam juntos nas vinhetas que apareciam entre os segmentos. - Esta é a única versão animada do Coisa onde Ben Grimm consegue se transformar no Coisa e voltar à sua forma humana quando bem entender. - Esta também é a única versão do Coisa que não faz parte do Quarteto Fantástico. |
| Terra-14512  | Edge of Spider-Verse #5 (Out. 2014)                                                   | - Universo onde todos os heróis e vilões usam robôs ou armaduras para lutar. - É onde temos Peni Parker/SP//dr, Addy Brock/VEN#m e M.O.R.B.I.U.S. - Neste universo, Ben Parker é um cientista. - May Parker é mais jovem neste universo. - Demolidor, Mysterio e Sergei Kravinoff/Kraven usam armaduras robóticas para lutar. - O pai de Peni Parker já assumiu o manto de SP//dr. |
| Terra-9907   | Avengers Next #10 (Julho de 1999)                                                     | - Realidade onde o Caveira Vermelha sobreviveu à sua última batalha com o Capitão América e liderou o Terceiro Reich, assim dominando o mundo. |
| Terra-8311   | Marvel Tails #1 (1983)                                                                | - Realidade onde vive Peter Porker/Spider-Ham, bem como outras versões animalescas dos personagens da Marvel. - Uma versão alternativa desse universo apareceu em Homem-Aranha: No Aranhaverso, junto com uma variante de Peter Porker/Spider-Ham. |
| Terra-921    | Avengers #343 (Novembro de 1991)                                                      | - Realidade onde Phillip Javert agia como o Espadachim. |
| Terra-928    | Spider-Man 2099 #1 (1992)                                                             | - O Universo 2099. - Este é um futuro alternativo da Terra-616, com versões futuristas dos heróis, vilões e equipes da Marvel. - Originalmente, esse universo era integrado como parte da Terra-616, sendo o futuro da continuidade desse universo, porém mais tarde foi revelado como uma Terra paralela. - Uma versão alternativa deste universo apareceu na cena pós-créditos de Homem-Aranha: No Aranhaverso, junto com uma variante de Miguel O'Hara/Homem-Aranha 2099, e ele retornará em Spider-Man: Across the Spider-Verse. |
| Terra-982    | What If? (vol. 2) #105 (1998)                                                         | - Realidade da MC2 (abreviação de "Marvel Comics 2"). - Realidade onde vivem Spider-Girl, J2, A-Next, o Coisa Selvagem e o Quinteto Fantástico. - Na década de 90, essa realidade era considerada uma versão alternativa da Terra-616, ao invés de ser uma Terra paralela. |
| Terra-2149   | Ultimate Fantastic Four #21 (2005)                                                    | - Realidade original da Marvel Zombies, onde houve um surto de um vírus zumbi, vindo de outra Terra, o que transformou todos os heróis e vilões deste universo em zumbis. |
| Terra-712    | Avengers #85-#86 (Fev.-Março de 1971)                                                 | - Universo onde vive o Esquadrão Supremo, uma equipe de super-heróis que é uma sátira da Liga da Justiça da DC Comics. |
| Terra-58163  | Dinastia M (Junho-Nov. de 2005)                                                       | - Uma versão alternativa da Terra-616 criada por Wanda Maximoff, que desejou que os Mutantes fossem a espécie dominante da Terra, ao invés dos humanos. |
| Terra-19529  | Spider-Man: Life Story #1 20 de Março de 2019)                                        | - Universo onde se passa a série em quadrinho limitada Spider-Man: Life Story. |
| Terra-1287   | Strikeforce: Morituri #01 (1986)                                                      | - Realidade onde, no ano de 2072, um cientista chamado "Dr. Kimmo" descobriu um processo que pode dar super-poderes aos humanos, para que eles pudessem lutar contra uma invasão alienígena na Terra, que havia começado em 2069. |
| Terra-40081  | Powerless #1 (Junho de 2004)                                                          | - Realidade onde vivem versões dos personagens da Terra-616, porém nenhum deles tem super poderes, pois não existe nenhum tipo de poder neste Universo. |
| Terra-14123  | Big Hero 6 (7 de Novembro de 2014)                                                    | - Universo onde se passa o filme Big Hero 6, de 2014, sua série spin-off Big Hero 6: The Series, produzida pelo Disney XD em 2017, e também Baymax!, produzida pelo Disney+. |
| Terra-88194  | Dr. Zero #1 (1988)                                                                    | - Universo da "Shadowline", linha de quadrinhos criado por Archie Goodwin como uma linha de histórias mais maduras da Marvel, similar à Vertigo da DC Comics. - Realidade onde vivem o Doutor Zero, Power Line e St. George, e a origem de Terror Inc.. |
| Terra-811    | Uncanny X-Men #141 (1981)                                                             | - Realidade onde acontece a saga Dias de um Futuro Esquecido, um futuro distópico onde os Mutantes são caçados e mandados para campos de concentração. A linha do tempo dessa realidade diverge da Terra-616 a partir do ponto onde o Senador Kelly foi assassinado. |
| Terra-45828  | Razorline: The First Cut #1 (Set. 1993)                                               | - Universo onde acontece a linha de histórias da Razorline, criada por Clive Barker. - É onde vivem os personagens Ecktoid, Saint Sinner, Hyperkind e Hokum & Hex |
| Terra-148611 | Star Brand #1 (Out. 1986)                                                             | - Realidade onde acontece o Novo Universo. - É onde vivem o DP 7, Psi-Force, Star Brand, Justice (Marvel Comics), Nightmask, Spitfire and The Troubleshooters, Mark Hazzard e Kickers Inc.. |
| Terra-807128 | Wolverine (vol. 3) #66 (Agosto de 2008)                                               | - A realidade de Velho Logan, onde os super-vilões se uniram e mataram todos os super-heróis. Após isso, eles dividiram o mundo em seus respectivos territórios. - O filme Logan de 2017 foi fortemente inspirado nessa saga, porém ele é ambientado em seu próprio universo. |
| Terra-21929  | Old Man Logan #1 (Maio de 2015)                                                       | - Esta Terra é similar à Terra-807128, mas com algumas diferenças. - O Velho Logan desta realidade foi substituído pela sua versão da Terra-616 por um tempo. - Neste universo, após o Velho Logan matar o Caveira Vermelha e o Hulk, um vácuo de poder se abriu na Amerika, que era um território dominado pelo Caveira Vermelha. Este vácuo fez o Doutor Destino invadir o local e tomar estas terras para si, se tornando o seu novo presidente. |
| Terra-90214  | Spider-Man Noir #1 (Fev. 2009)                                                        | - Universo da "Marvel Noir", que é ambientado nas décadas de 1920-1930, onde existem poucos super-humanos. Esta Terra combina os elementos de filmes noir e pulp fiction. - Uma versão alternativa desta Terra apareceu em Homem-Aranha: No Aranhaverso, junto com uma variante do Peter Parker/Spider-Man Noir. |
| Terra-31117  | Captain America (vol. 4) #17-#20 (Nov. 2003-Jan. 2004)                                | - Universo onde a Alemanha Nazista venceu a Segunda Guerra Mundial, vitória essa que foi causada por um distúrbio desconhecido na linha do tempo desta Terra. - O Capitão América foi encontrado e revivido pelos nazistas, e foi liderado uma resistência americana contra eles, o que fez o Capitão cair numa máquina do tempo que o levou para a linha do tempo principal da Marvel, onde ele foi encontrado pelos Vingadores. |
| Terra-1218   | Marvel Team-Up #137 (Jan. 1984)                                                       | - Esta é a nossa realidade, onde todas as histórias e personagens da Marvel são fictícios e parte da cultura popular e do mainstream. |
| Terra-1219   | Kick-Ass #1 (Fevereiro de 2008)                                                       | - Realidade similar à nossa, com a única diferença sendo a existência de Clyde Wyncham Jr., o único Mutante existente neste mundo. |
| Terra-38119  | Spider-Man: The Animated Series (1994)                                                | - Realidade similar à nossa, onde não existem super-poderes e todos os heróis e vilões são fictícios. - É onde vivem Stan Lee e um ator de nome desconhecido que interpreta o Homem-Aranha. - Esse tal ator foi acidentalmente levado pelo Beyonder, junto com outras variantes do Homem-Aranha, para ajudar no combate contra o Aranha-Carnificina da Terra-98311, que estava ameaçando o Multiverso. - Após a derrota do Aranha-Carnificina, a Madame Teia permitiu que o Homem-Aranha da Terra-92131 conhecesse o seu criador, que é o Stan Lee desta Terra. |
| Terra-TRN565 | Unbelievable Gwenpool #3 (Junho de 2016)                                              | - Realidade similar à nossa, onde o tudo relacionado ao Universo Marvel existe como obras de ficção. - Usando os conhecimentos adquiridos lendo os quadrinhos da Marvel, uma jovem chamada Gwen Poole conseguiu viajar para a Terra-616. - Neste Universo, assim como no mundo real, Natalie Portman e Benedict Cumberbatch também interpretaram Jane Foster e Stephen Strange/Doutor Estranho nos filmes, respectivamente. |
| Terra-98140  | Alien Legion #1 (Abril de 1984)                                                       | - Universo onde vive a "Legião Alien". |
| Terra-9997   | Earth-X #0 (Jan. 1999)                                                                | - Ambientação da Terra-X. |
| Terra-94024  | Amazing Spider-Man Family                                                             | - Universo onde May Porker, filha do Spider-Ham, se tornou a heroína "Swiney-Girl". |
| Terra-7642   | Superman vs. the Amazing Spider-Man #1 (Jan. 1976)                                    | - A realidade onde os personagens da Marvel e da DC coexistem no mesmo universo. - Neste universo também vivem personagens de outras franquias, como Archie, Transformers, WildC.A.T.S., Witchblade e Shi. |
| Terra-93060  | Hardcase #1 (Jun. 1993)                                                               | - Ambientação do Ultraverso. - Universo onde vivem Primaz (Ultraverso), Night Man, Hardcase, Mantra, Ultraforce e Os Estranhos. |
| Terra-8116   | Epic Illustrated #1 (Março de 1980)                                                   | - Universo das histórias em quadrinhos de Dreadstar. |
| Terra-13122  | Lego Marvel Super Heroes (22 de Outubro de 2013)                                      | - Também conhecido como o "Legoverso" da Marvel. - Universo onde se passam os jogos Lego Marvel Super Heroes e sua sequência Lego Marvel Super Heroes 2. - As versões de Peter Parker/Homem-Aranha e J. Jonah Jameson desta Terra apareceram em uma cena de Homem-Aranha: Através do Aranhaverso. |
| Terra-1048   | Spider-Man (jogo eletrônico de 2018) (7 de Set. de 2018)                              | - Também conhecido como "Gamerverso". - Universo do jogo do Homem-Aranha de 2018, lançado para PlayStation 4, PlayStation 5 e Microsoft Windows, além de suas sequências Spider-Man: Miles Morales e Marvel's Spider-Man 2. - Também é o universo onde passam os jogos Iron Man VR e Marvel's Wolverine. |
| Terra-2301   | Marvel Mangaverse: New Dawn (Março de 2002)                                           | - Também conhecido como "Mangáverso". - Interpretação dos personagens da Marvel com formato e estética de mangás. |
| Terra-30847  | X-Men vs. Street Fighter (1996)                                                       | - Universo onde se passam os jogos da série Marvel vs. Capcom. |
| Terra-295    | X-Men: Alpha (Jan. 1995)                                                              | - Também conhecida como a "Era do Apocalypse". - Nesta realidade, o vilão Apocalypse dominou a América do Norte e seguiu causando caos e destruição pelo mundo. - É onde vive Nate Grey (também conhecido como o "X-Man"), que é a versão do Cable deste universo. |
| Terra-311    | Marvel 1602 #1 (13 de Agosto de 2003)                                                 | - Tambem conhecido como "Marvel 1602" ou "Terra-1602". - Ambientação da série limitada 1602 escrita por Neil Gaiman, junto com os títulos spin-off 1602: New World, 1602: Fantastick Four e 1602: Spider-Man. - Realidade onde os heróis surgem 400 anos antes do tempo previsto, na Inglaterra. |
| Terra-61011  | Spider-Man and Friends                                                                | - Universo onde se passa a série "Homem-Aranha e Amigos". |
| Terra-12101  | Deadpool Kills the Marvel Universe (Agosto de 2012)                                   | - Universo onde se passa a série limitada em quadrinhos Deadpool Mata o Universo Marvel. - Nesta realidade, Deadpool mata todos os heróis, vilões e entidades do Universo Marvel. |
| Terra-398    | Avengers (vol. 3) #2 (Jan. 1998)                                                      | - Este mundo foi criado quando Morgan Le Fay usurpou uma realidade que estava presa na Era Medieval. A Feiticeira Escarlate conseguiu desfazer esta realidade, mas ela ainda existe no Multiverso. - Cada um dos Vingadores foi transformado em um grupo chamado "Vingança da Rainha" para dominar esta realidade e servir como a guarda de elite de Morgan Le Fay. |
| Terra-818    | Avengers (vol. 8) #50 (Dez. 2021)                                                     | - Este foi um dos mundos que foram conquistados pelos "Mestres Multiversais do Mal" após os mesmos destruírem os Vingadores deste universo, no ano 1,000,000 A.C. O Caveira Negra transformou este mundo numa terra sem lei e foi o seu governador, até ser derrotado pelo Motoqueiro Fantasma, que teve a ajuda de Deathlok e da resistência local. - Tony Stark é o Homem-Formiga deste universo - Uma mulher chamada "Mariama Spector" age como a "Cavaleira da Lua". |
| Terra-1226   | M.O.D.O.K. (série de televisão) (Maio de 2021)                                        | - Universo onde se passa a série de televisão do M.O.D.O.K., e também Hit-Monkey (série de televisão). |
| Terra-9602   | Amalgam Comics (Abril de 1996-Junho de 1997)                                          | - Uma "amalgamação" dos universos da Marvel e da DC que ocorreu durante o crossover DC vs Marvel: O Conflito do Século. - Personagens de ambas editoras foram fundidos para criar novos personagens (como foi o caso de Batman e Wolverine, que ao serem unidos, formaram o "Garra Negra"). |
| Terra-400083 | Hulk (filme) (20 de Junho de 2003)                                                    | - Universo onde se passa o filme do Hulk de 2003, dirigido por Ang Lee. - Também é a realidade onde se passa o jogo eletrônico conhecido apenas como Hulk, também lançado em 2003 e que se passa oito anos após os eventos do filme. |
| Terra-121347 | Ghost Rider (filme) (16 de Fevereiro de 2007)                                         | - Universo onde se passa o filme do Motoqueiro Fantasma de 2007 e sua sequência Ghost Rider: Spirit of Vengeance. - Também é onde se passa os eventos do jogo Ghost Rider (video game), lançado para o PlayStation 2, PlayStation Portable e Game Boy Advance. |
| Terra-121698 | Quarteto Fantástico (filme) (8 de Julho de 2005)                                      | - Universo onde se passa o filme do Quarteto Fantástico de 2005 e sua sequência Quarteto Fantástico e o Surfista Prateado de 2007. |
| Terra-15866  | Quarteto Fantástico (2015) (4 de Agosto de 2015)                                      | - Universo onde se passa o filme do Quarteto Fantástico de 2015, dirigido por Josh Trank. |
| Terra-11911  | Marvel Super Hero Squad                                                               | - Universo onde se passam os quadrinhos do esquadrão de super-heróis da Marvel. |
| Terra-91119  | The Super Hero Squad Show (14 de Setembro de 2009)                                    | - Universo onde se passa a série animada do Esquadrão de Super-heróis da Marvel. |
| Terra-7085   | Marvel Zombies vs Army of Darkness (2007)                                             | - Realidade onde todos os personagens da Marvel foram infectados com licantropia e se transformaram em lobisomens. |
| Terra-TRN414 | X-Men: Dias de um Futuro Esquecido (10 de Maio de 2014)                               | - Universo onde acontecem os filmes dos X-Men começando com X-Men: Dias de um Futuro Esquecido em 1973, e concluindo com X-Men: Apocalipse e Dark Phoenix. - Os eventos de X-Men: Primeira Classe também aconteceram nesta realidade, assim como na Terra-10005. - Neste universo, Bolívar Trask não foi morto pela Mística, o que divergiu as linhas do tempo da Terra-10005 e da Terra-TRN414, culminando em diferentes eventos até o ano de 2023, com todos os Mutantes vivos na Mansão Xavier. - Também é o universo onde acontecem os eventos do primeiro filme do Deadpool, da cena pós-créditos de Deadpool 2 e do filme The New Mutants de 2020. |
| Terra-17040  | Legion (série de televisão) (8 de Fevereiro de 2017)                                  | - Ambientação da série Legion, do canal FX. - Este universo existe em uma linha do tempo adjacente à Terra-TRN414. - Harry Lloyd interpreta uma versão alternativa de Charles Xavier que tem características similares ao Xavier da Terra-10005 e da Terra-TRN414. |
| Terra-17327  | The Gifted (telessérie estadunidense) (2 de Outubro de 2017)                          | - Universo onde se passa a série The Gifted, do canal Fox. |
| Terra-17315  | Logan (filme) (17 de Fevereiro de 2017)                                               | - Ambientação do filme Logan, spin-off dos X-Men. - Mesmo sendo parte da franquia de filmes dos X-Men produzidos pela Fox, Logan se passa em uma Terra diferente dos outros filmes. |
| Terra-41633  | Deadpool 2 (10 de Maio de 2018)                                                       | - Principal ambientação do filme Deadpool 2. |
| Terra-66250  | Deadpool 2 (10 de Maio de 2018)                                                       | - Futuro alternativo da Terra-41633. - É onde vivem Cable e Russell Collins/Punho de Fogo. - Neste mundo, por volta do ano de 2054, o Punho de Fogo assassinou a esposa e filha do Cable. Com isso, Cable volta ao ano de 2018 para matar Russell antes que ele cometesse o seu primeiro assassinato e se tornasse o Punho de Fogo que matou sua família. |
| Terra-18315  | Deadpool 2 (10 de Maio de 2018)                                                       | - Realidade onde os eventos são os mesmos da Terra-10005 até o ponto onde o Wolverine está prestes a enfrentar Wade Wilson/Deadpool em X-Men Origins: Wolverine. Porém, ambos são interrompidos por um Deadpool viajante do tempo, que atira na cabeça do outro Wade, o matando na hora. - O Deadpool viajante explica para Logan que estava "limpando as linhas do tempo", revela tudo sobre o futuro do Wolverine, diz que o ama e vai embora. - Não se sabe o que aconteceu com esta realidade após o Deadpool ir embora. |
| Terra-11714  | Spider-Man: Turn Off the Dark (14 de Junho de 2011 - 4 de Janeiro de 2014)            | - Universo onde se passa o musical da Broadway Spider-Man: Turn Off the Dark, com suas músicas e letras sendo feitas por Bono e The Edge. - Os eventos dessa peça foram inspirados na Terra-616 e nos filmes de Sam Raimi. - Esta foi a produção mais cara de toda a história da Broadway, com sua exibição se encerrando em Janeiro de 2014. |
| Terra-85481  | Heathcliff #1 (Abril de 1985)                                                         | - Universo onde vive o personagem cômico "Heathcliff". |
| Terra-1610B  | Homem-Aranha: No Aranhaverso (1° de Dezembro de 2018)                                 | - Principal ambientação do filme Homem-Aranha: No Aranhaverso. - O Peter Parker/Homem-Aranha desta realidade foi morto pelo Wilson Fisk/Rei do Crime, sendo depois substituído por Miles Morales. - No filme, esta realidade foi designada como "E-1610", como forma de homenagear o universo Ultimate dos quadrinhos (Terra-1610). |
| Terra-616B   | Homem-Aranha: No Aranhaverso (1° de Dezembro de 2018)                                 | - Uma das Terras que apareceram em Homem-Aranha; No Aranhaverso. - É onde vivem Peter B. Parker/Homem-Aranha e Mary Jane Watson. - No filme, esta realidade foi designada como "E-616", em homenagem à Terra principal da Marvel (Terra-616). |
| Terra-65B    | Homem-Aranha: No Aranhaverso (1° de Dezembro de 2018)                                 | - Uma das Terras que apareceram em Homem-Aranha: No Aranhaverso. - É onde vive Gwen Stacy/Mulher-Aranha, além de seu pai, o capitão George Stacy, Otto Octavius e Peter Parker/Lagarto. - No filme, esta Terra foi designada como "E-65", em homenagem à Terra da Mulher-Aranha dos quadrinhos (Terra-65). |
| Terra-90214B | Homem-Aranha: No Aranhaverso (1° de Dezembro de 2018)                                 | - Uma das Terras que apareceram em Homem-Aranha: No Aranhaverso. - É onde vivem Peter Parker/Homem-Aranha Noir e Benjamin Parker. - No filme, esta Terra foi designada como "E-90214", em homenagem à "Marvel Noir" (Terra-90214). |
| Terra-14512B | Homem-Aranha: No Aranhaverso (1° de Dezembro de 2018)                                 | - Uma das Terras que apareceram em Homem-Aranha: No Aranhaverso. - Universo onde vivem Peni Parker e seu robô SP//dr, que tem poderes similares ao do Homem-Aranha. |
| Terra-8311B  | Homem-Aranha: No Aranhaverso (1° de Dezembro de 2018)                                 | - Uma das Terras que apareceram em Homem-Aranha: No Aranhaverso. - É onde vivem Peter Porker/Spider-Ham, May Porker, e versões animalescas dos vilões do Homem-Aranha. - Esta Terra foi designada como "E-8311" em homenagem à Terra do Spider-Ham original (Terra-8311). |
| Terra-928B   | Homem-Aranha: No Aranhaverso (1° de Dezembro de 2018)                                 | - Uma das Terras que apareceram em Homem-Aranha: No Aranhaverso. - É onde vivem Miguel O'Hara/Homem-Aranha e sua ajudante Lyla. - Esta Terra é uma versão alternativa da Marvel 2099 (Terra-928). |
| Terra-42     | Homem-Aranha: Através do Aranhaverso (2 de Junho de 2023)                             | - Realidade onde o Homem-Aranha nunca existiu, pois a aranha radioativa deste Universo foi transportada para a Terra-1610B. - Por não ter ninguém à altura para defender Nova York, o Sexteto Sinistro formou um cartel e passou a controlar a cidade. - O Jefferson Morales desta realidade está morto, o que fez seu filho Miles Morales ser criado por sua mãe Rio Morales e por seu tio, Aaron Davis. Devido à má influência de Davis, Miles, eventualmente, se tornou o vilão Gatuno. - Mesmo com a ausência de um Homem-Aranha, esta realidade ainda tem versões de alguns de seus vilões, no caso, Kraven, Dr. Octopus, Escorpião, Abutre, Homem-Areia, Rhino, Shocker, Electro, Cabeça de Martelo, e até mesmo J. Jonah Jameson. |
| Terra-701306 | Demolidor: O Homem sem Medo (14 de Fevereiro de 2003)                                 | - Universo onde se passa o filme do Demolidor de 2003 e seu spin-off Elektra (2005). |
| Terra-TRN814 | Avengers (jogo eletrônico) (4 de Setembro de 2020)                                    | - Realidade onde se passa o jogo Marvel's Avengers de 2020. |
| Terra-6109   | Marvel: Ultimate Alliance (24 se Outubro de 2006)                                     | - Realidade do jogo Marvel: Ultimate Alliance e sua sequência Marvel: Ultimate Alliance 2. |
| Terra-400005 | The Incredible Hulk (1977) (Nov. 1977-Maio de 1982)                                   | - Universo onde se passa o seriado de TV do Hulk de 1977, com Bill Bixby interpretando o doutor David Banner e Lou Ferrigno interpretando o Hulk. |
| Terra-TRN765 | Marvel Ultimate Alliance 3: The Black Order (19 de Julho de 2019)                     | - Universo onde se passa o jogo Marvel Ultimate Alliance 3: The Black Order, exclusivo do console Nintendo Switch. |
| Terra-TRN009 | Spider-Man: Web of Shadows (21 de Outubro de 2008)                                    | - Universo onde se passa o jogo Spider-Man: Web of Shadows. |
| Terra-TRN018 | Spider-Man: Web of Shadows (21 de Outubro de 2008)                                    | - Realidade onde se passa a versão de Spider-Man: Web of Shadows para o PlayStation 2. - Essa versão é conhecida como Spider-Man: Web of Shadows - Allies Edition. |
| Terra-TRN912 | Guardians of the Galaxy (jogo eletrônico) (25 de Outubro de 2021)                     | - Universo onde se passa o jogo dos Guardiões da Galáxia de 2021. |
| Terra-20824  | Spider-Man (jogo eletrônico de 2000) (1° de Setembro de 2000)                         | - Ambientação do jogo do Homem-Aranha do ano 2000 e sua sequência Spider-Man 2: Enter Electro, ambos lançados para o primeiro PlayStation e Nintendo 64. - Também é a realidade onde se passa o jogo Spider-Man 2: The Sinister Six para o Game Boy Color e Spider-Man: Mysterio's Menace para o Game Boy Advance. |
| Terra-760207 | Spider-Man: The New Animated Series (22 de Agosto de 2003)                            | - Universo onde se passa a série animada do Homem-Aranha produzida pela MTV. - Originalmente, esta realidade compartilhava os seus eventos com a continuidade da Terra-96283, o que foi mudado mais tarde. |
| Terra-58732  | The Punisher (2004) (16 de Abril de 2004)                                             | - Ambientação do filme do Justiceiro de 2004. |
| Terra-TRN005 | Ultimate Spider-Man (jogo eletrônico) (19 de Setembro de 2005)                        | - Universo onde se passa o jogo Ultimate Spider-Man de 2005. - Originalmente, este jogo era ambientado na Terra-1610 e compartilhava a continuidade desta Terra, o que foi mudado mais tarde. |
| Terra-50116  | The Punisher (jogo eletrônico de 2005) (16 de Janeiro de 2005)                        | - Universo onde se passa o jogo do Justiceiro de 2005. |
| Terra-11052  | X-Men: Evolution (Dez. 2000 - Out. 2003)                                              | - Ambientação da série animada X-Men: Evolution. |
| Terra-12131  | Marvel Avengers Alliance (1° de Março de 2012)                                        | - Realidade onde se passam os jogos da série Marvel Avengers Alliance. |
| Terra-5901   | The Incredible Hulk: Ultimate Destruction (23 de Agosto de 2005)                      | - Universo onde se passa o jogo The Incredible Hulk: Ultimate Destruction, de 2005. |
| Terra-71002  | Spider-Man: Friend or Foe (2 de Outubro de 2007)                                      | - Universo onde se passa o jogo Spider-Man: Friend or Foe. - O Homem-Aranha deste universo é uma versão alternativa do Homem-Aranha da Terra-96283, compartilhando da mesma história de sua contraparte, porém com algumas diferenças. - Diferente da Terra-96283, Norman Osborn/Duende Verde, Otto Octavius/ Dr. Octopus, Harry Osborn e Eddie Brock/Venom não morreram nesta realidade. |
| Terra-50701  | Marvel Nemesis: Rise of the Imperfects (20 de Setembro de 2005)                       | - Ambientação do jogo Marvel Nemesis, de 2005. |
| Terra-5724   | Nick Fury: Agent of S.H.I.E.L.D. (26 de Maio de 1998)                                 | - Universo onde se passa o filme do Nick Fury de 1998, com o Fury sendo interpretado por David Hasselhoff. |
| Terra-TRN836 | Helstrom (série de televisão) (16 de Outubro de 2020)                                 | - Universo da série "Helstrom", do serviço de streaming Hulu. - Originalmente, esta série faria parte da Terra-199999, até que o showrunner Paul Zbyszewski confirmou que a série está num universo diferente. |
| Terra-51778  | Spider-Man (tokusatsu) (Maio de 1978 - Março de 1979)                                 | - Universo da série de televisão japonesa do Homem-Aranha, também conhecida como Supaidāman. - Nesta Terra, o Homem-Aranha é um homem japonês chamado Takuya Yamashiro. |
| Terra-TRN579 | Spider-Man: Shattered Dimensions (7 de Setembro de 2010)                              | - Principal ambientação do jogo Spider-Man: Shattered Dimensions e sua sequência Spider-Man: Edge of Time. |
| Terra-TRN580 | Spider-Man: Shattered Dimensions (7 de Setembro de 2010)                              | - Uma das Terras que apareceram em Spider-Man: Shattered Dimensions. - Realidade onde vivem Wadey Wilson/Deadpool, Gwen Stacy/Carnificina e a Madame Teia, além de variantes de Peter Parker/Homem-Aranha e Miles Morales/Homem-Aranha. - Esta Terra é uma versão alternativa do "Universo Ultimate". |
| Terra-TRN581 | Spider-Man: Shattered Dimensions (7 de Setembro de 2010)                              | - Uma das Terras que apareceram em Spider-Man: Shattered Dimensions. - Universo onde vivem Norman Osborn/O Duende, Fred Myers/Boomerang, Calypso e Peter Parquagh/O Aranha, além de variantes de Peter Parker/Homem-Aranha, Adrian Toomes/Abutre e Joseph Lorenzini/Cabeça de Martelo. - Esta Terra é uma versão alternativa da "Marvel Noir". |
| Terra-58470  | Howard the Duck (filme) (1° de Agosto de 1986)                                        | - Universo onde se passa o filme do "Howard, o Pato", de 1986. |
| Terra-26320  | Blade (filme) (21 de Agosto de 1998)                                                  | - Ambientação da trilogia de filmes do Blade (1998-2004), com o Blade sendo interpretado por Wesley Snipes. |
| Terra-TRN999 | Iron Man (jogo eletrônico) (2 de Maio de 2008)                                        | - Realidade onde se passam o jogo do Homem de Ferro de 2008, sua sequência Iron Man 2 (jogo eletrônico), The Incredible Hulk (jogo eletrônico de 2008), Thor: God of Thunder e Captain America: Super Soldier, todos baseados em seus filmes produzidos pela Marvel Studios. - Os eventos dos filmes e dos jogos tem várias semelhanças, porém os jogos tiveram alguns acontecimentos e personagens adicionais. |
| Terra-13625  | Deadpool (jogo eletrônico) (25 de Junho de 2013)                                      | - Universo onde se passa o jogo de 2013 do Deadpool. |
| Terra-79203  | Super Sentai (1975-presente), Kamen Rider (1971-presente), Metal Hero (1982-presente) | - Realidade das franquias Super Sentai, Kamen Rider e Metal Hero. |
| Terra-TRN376 | The Amazing Spider-Man (jogo eletrônico de 2012) (26 de Junho de 2012)                | - Universo onde passam os dois jogos da série The Amazing Spider-Man, baseados nos filmes do Espetacular Homem-Aranha de Marc Webb. - Esta Terra tem várias semelhanças com a Terra-120703, com diferenças que incluem alguns acontecimentos que ocorreram de forma diferente, eventos inéditos, a aparição diferente de alguns personagens, personagens novos participando da história, etc. |
| Terra-TRN626 | Guardians of the Galaxy: The Telltale Series (18 de Abril - 7 de Novembro de 2017).   | - Ambientação do jogo dos Guardiões da Galáxia produzido pela Telltale Games. |
| Terra-TRN027 | Spider-Man: The Movie (16 de Abril de 2002)                                           | - Realidade onde acontecem os três jogos do Homem-Aranha para PlayStation 2, Xbox e Nintendo GameCube, baseados na trilogia de filmes de Sam Raimi. - Esta realidade teve os mesmos eventos da Terra-96283, porém com algumas diferenças que incluem a aparição de alguns personagens que não apareceram nos filmes, eventos inéditos, eventos que ocorreram de forma diferente, etc. |

### Universos sem designação
Abaixo temos algumas produções da Marvel que não receberam numerações em suas Terras no Multiverso.
| Nome            | Primeira aparição                                                       | Notas |
| --------------- | ----------------------------------------------------------------------- | --- |
| (Não designado) | X-Men Origins: Wolverine (jogo eletrônico) (1° de Maio de 2009)         | - Realidade onde se passa o jogo X-Men Origins: Wolverine, baseado no filme de mesmo nome. |
| (Não designado) | Lego Marvel Avengers (26 de Janeiro de 2016)                            | - Realidade onde se passa o jogo Lego Marvel Avengers, baseado no primeiro filme do Capitão América e dos Vingadores da Fase 1 do Universo Cinematográfico Marvel e em todos os filmes da Fase 2 (com exceção do filme dos Guardiões da Galáxia). - Este universo teve exatamente os mesmos eventos da Terra-199999 até Homem-Formiga (filme), com o diferencial de se passar num mundo todo de Lego, e com algumas alterações no modo como alguns eventos aconteceram. - Este jogo supostamente está ambientado na Terra-13122, que é a Terra dos jogo da série "Lego Marvel", mas nada foi confirmado, por enquanto. |
| (Não designado) | Agentes da S.H.I.E.L.D. (24 de Setembro de 2013 - 12 de Agosto de 2020) | - Universo onde se passam as séries Agentes da S.H.I.E.L.D. e Inhumans (série de televisão). - Também é onde se passam as séries de televisão da Marvel de young-adult, consistindo em Runaways (série de televisão) e Cloak & Dagger. - Todas essas séries foram produzidas pela Marvel Television. - Estas séries originalmente fariam parte da continuidade do Universo Cinematográfico Marvel, mas elas foram tiradas da linha do tempo canônica da franquia. - Alguns dos eventos da Terra-199999 também aconteceram nesta realidade.                                                                             |